# آك-دوفوراك
أكل-دوفوراك (بالروسية: Ак-Довурак) هي إحدى مدن روسيا في الكيان الفدرالي الروسي توفا.